# Hanna Hopko

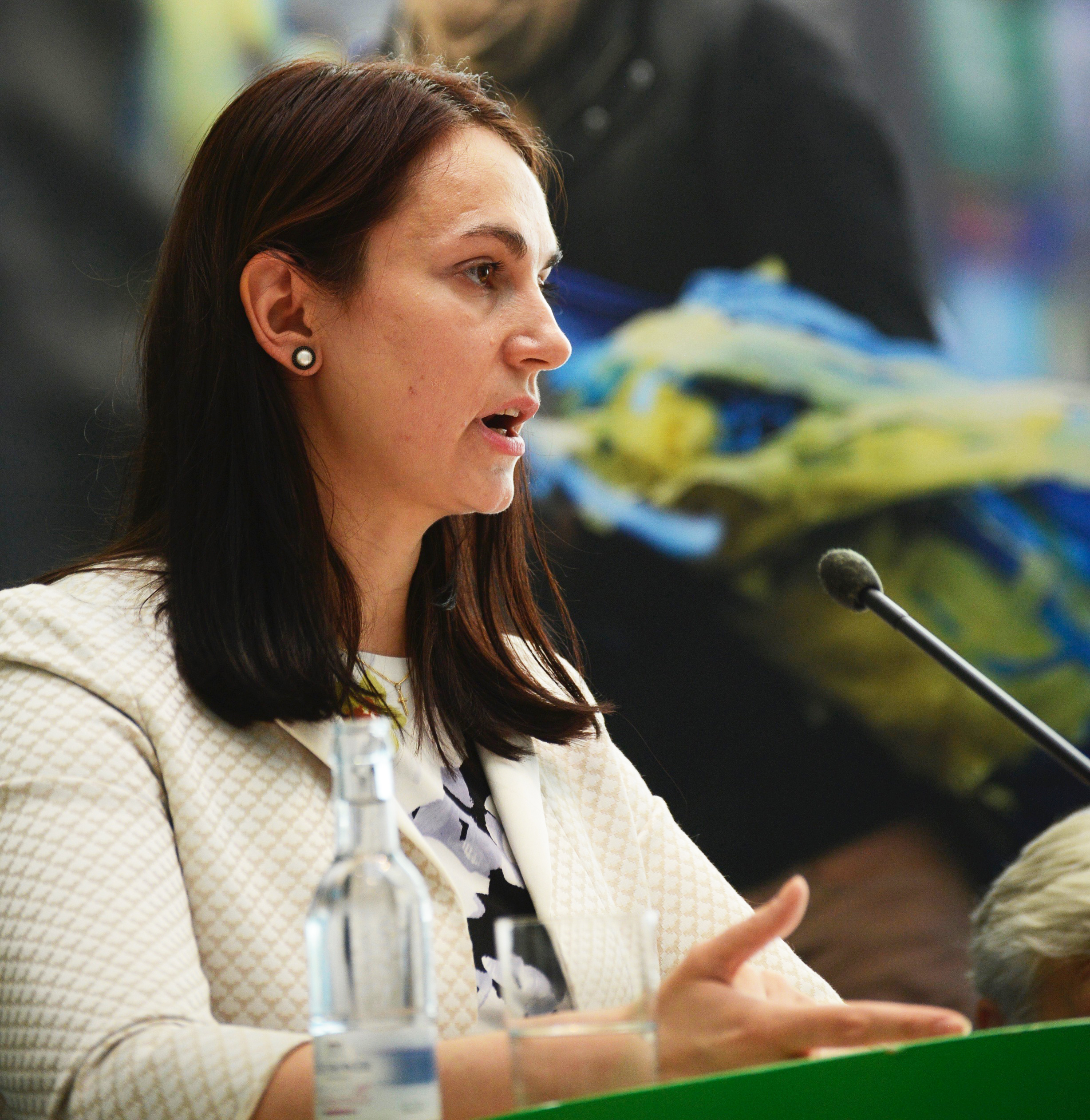
Hanna Hopko (April 2015)

Hanna Mykolajewna Hopko (ukrainisch Ганна Миколаївна Гопко, * 4. März 1982 in Hanatschiwka, Rajon Peremyschljany, Oblast Lwiw, Ukrainische SSR) ist eine ukrainische Aktivistin, Journalistin und Politikerin der Partei Samopomitsch.
Im Jahr 1999 machte sie ihren Schulabschluss. 2004 absolvierte sie ihr Journalismus-Studium an der Nationalen Iwan-Franko-Universität Lwiw und arbeitete danach als Korrespondentin für den Fernsehsender Inter in Lwiw. Ab 2005 arbeitete sie als Autorin beim Fernsehsender 5 Kanal.
Nach den Ereignissen vom Euromaidan war Hopko im Februar 2014 die Mitgründerin einer Bürgerinitiative zur Einführung von Reformen, die aus über 100 Experten bestand. Diese arbeiteten Gesetze aus, von denen mehrere von der Werchowna Rada übernommen wurden, wie das Gesetz zur Transparenz von Regierungsabkommen und das Gesetz für unabhängigen öffentlichen Rundfunk.
Bei der Parlamentswahl in der Ukraine 2014 war Hopko auf Listenplatz 1 der Partei Samopomitsch und wurde als Abgeordnete in die Werchowna Rada gewählt.

## Sonstiges
2014 nahm die amerikanische Zeitschrift Foreign Policy Hopko in ihr jährliches Ranking der 100 Global Thinkers auf. Im selben Jahr wurde sie mit dem Preis von National Democratic Institute for International Affairs ausgezeichnet.
Am 1. November 2018 wurde Hopko von der Regierung Russlands mit ökonomischen Sanktionen belegt.

## Privates
Hopko ist verheiratet und hat eine Tochter.